# Tipula (Microtipula) colombicola
Tipula (Microtipula) colombicola is een tweevleugelige uit de familie langpootmuggen (Tipulidae). De soort komt voor in het Neotropisch gebied.